# Kanton Tiwintza
Der Kanton Tiwintza befindet sich in der Provinz Morona Santiago im Südosten von Ecuador. Er besitzt eine Fläche von 1170 km². Im Jahr 2020 lag die Einwohnerzahl schätzungsweise bei 11.000. Verwaltungssitz des Kantons ist die Ortschaft Santiago mit 1162 Einwohnern (Stand 2010). Der Kanton Tiwintza wurde am 23. Oktober 2002 eingerichtet.

## Lage
Der Kanton Tiwintza befindet sich im Südosten der Provinz Morona Santiago an der peruanischen Grenze. Das Areal erstreckt sich über den äußersten Süden der Cordillera de Kutukú, ein Höhenkamm am Ostrand der Anden. Im Osten reicht der Kanton bis in das Amazonasbecken. Der Río Santiago durchquert den Kanton in östlicher Richtung. Der Río Morona durchquert den äußersten Osten des Kantons in südwestlicher Richtung. Die Fernstraße E40 (Cuenca–San José de Morona) führt durch den Kanton und passiert dabei den am linken Flussufer des Río Santiago gelegenen Hauptort Santiago.
Der Kanton Tiwintza grenzt im Süden an Peru, im Südwesten an den Kanton Limón Indanza, im Nordwesten an den Kanton Santiago, im Norden an die Kantone Logroño und Morona sowie im äußersten Nordosten an den Kanton Taisha.

## Verwaltungsgliederung
Der Kanton Tiwintza ist in die Parroquia urbana („städtisches Kirchspiel“)
- Santiago

und in die Parroquia rural („ländliches Kirchspiel“)
- San José de Morona

gegliedert.